# 杵築盆踊り
杵築盆踊り（きつきぼんおどり）とは、大分県杵築市のうち、旧杵築市域に伝わる伝統的な盆踊りである。伴奏は太鼓のみの素朴な踊りであり、江戸時代以前より行われている大変歴史のある盆踊りである。踊りの種類はそう多くはないものの、杵築市のうち山香、大田で踊られる山家踊りにくらべると同じ踊りでもテンポがのろく、優雅に踊るのが特徴である。娯楽的な意味合いもあるが、山家踊り同様に供養踊りの性格を色濃く残している。

## 概要
櫓の周りを時計回りに進む、輪踊りである。通常櫓の上で音頭取りが唄い（「口説く」という）、踊り手がお囃子をつけるが、場合によっては櫓の下で囃し方がお囃子をつけることもある。伴奏は太鼓のみであり、太鼓は櫓の下に置かれる。なお、戦前は市街地において三味線が用いられたこともあった。三つ拍子、六調子、セーロの三味線はただ唄の節をなぞるだけで、さえもんの三味線もあしらい程度であり、さえもんはともかく、三つ拍子や六調子の三味線は後付けである。元来は太鼓のみの伴奏であったので、今は古い形に戻っているといえる。山家踊りと同じく音頭取りの交代の際には「つなぎ文句」によりまったく唄が途切れない。
杵築盆踊りは複数の踊り（唄）で成り立っているが、踊りを切り替える際にも「切り替えの文句」によって、まったく唄が途切れることなく次の踊り（唄）に替わる。三味線をつける場合は、六調子と三つ拍子、セーロが本調子、さえもんが二上りなので、さえもんに切り替える場合は調弦を行う必要があった。この名残で、現在も市街地においてはさえもんは最後に踊る。
現在は、途中休憩を挟んで1時間半ほど踊ってお開きとなる。大抵途中で配られる団扇に番号が書かれてあり、踊りが終わると抽選もしくはプレゼント交換が行われ、先祖供養や初盆供養だけでなく、近隣住民の交流、レクリエーションの場にもなっている。

## 伝承状況
主に初盆供養や先祖供養を目的として、8月13日から16日にかけてあちこちの集落に櫓が立つ。昭和の中頃までは観音様の踊り、地蔵踊り、八朔踊りなどもよく見られたが、今では滅多に見かけない。また、運動会などで踊ることも少なくなったほか、夏祭りの懸賞踊りも昔より減ってきており、専ら集落ごとの行事として伝承されている状況である。
平成に入ってからは口説き手の高齢化が深刻であるほか、住民の高齢化により盆踊りを行うことが困難になってきている集落が多い。実際に盆踊りをやめてしまったところも見られる。三つ拍子、六調子以外の踊りについては太鼓・口説・踊りともに忘れられつつあり、今後の伝承が危惧されている。

## 踊りの種類
杵築盆踊りは、踊りの種類は山家踊りほど豊富ではないものの、杵築特有のベッチョセのほか、大分県各地に点々と伝わっている杵築踊り（三つ拍子、さえもんなどと同様に踊りの種類であり、杵築盆踊りという意味ではない）の原型である六調子などが残っている。概して山家踊りとよく似ているものの、山家踊りよりもずっとテンポがのろく、しなをつけて踊る。なお、段物とは7文字の繰り返しで長い物語を口説くもの、切口説とは7･7･7･5文字で一節ごとに意味の切れる都々逸などを口説くものである。
杵築市（大字大片平、大字熊野字加貫、同字梶ヶ浜を除く）
段物：三つ拍子、六調子、セーロ
切口説：さえもん
※セーロとさえもんを踊る集落はだんだん少なくなってきている。
同　大字大片平
段物：三つ拍子、二つ拍子、豊前踊り、レソ、六調子、セーロ、粟踏み
切口説：さえもん
※大字大片平の各集落は、東山香村の一部であった時期があることもあって、昭和20年頃までは山家踊りも伝わっていた。現在は、山家踊り（二つ拍子、豊前踊り、レソ、粟踏み）は踊っていない。なお、レソとさえもんは本来同義であるが、大片平においては山家踊りのさえもんと杵築盆踊りのさえもんとを区別するために、山家踊りのさえもんをレソと呼んでいた。
同　大字熊野　字加貫
段物：三つ拍子、六調子、セーロ
切口説：さえもん、ベッチョセ
※ベッチョセは、大分県内において加貫集落にしか伝わっていない踊りで、大変テンポが速い。太鼓の叩き方が大変難しく、加貫自慢の一つである。
同　大字熊野　字梶ヶ浜
段物：三つ拍子、六調子
新民謡など：杵築音頭、炭坑節など数種類
※梶ヶ浜は他の都道府県からの移住者が非常に多く、新民謡を中心に踊る。したがって、杵築市内の他の集落とは大きく赴きを異にしている。